# Kecamatan Semarang Selatan (distrikt i Indonesien, lat -7,00, long 110,44)
Kecamatan Semarang Selatan är ett distrikt i Indonesien.   Det ligger i provinsen Jawa Tengah, i den västra delen av landet, 400 km öster om huvudstaden Jakarta.